# TT88
La tombe thébaine TT 88 est située à Cheikh Abd el-Gournah, dans la nécropole thébaine, sur la rive ouest du Nil, face à Louxor en Égypte.
C'est la sépulture de Pehsouhor (Pḥ-sw-ḥr), appelé Thenenou (tnn.w), Prince, scribe royal, porte-étendard du roidurant les règnes de Thoutmôsis III et Amenhotep II (XVIIIe dynastie).